# Matt Catalano
Matt Catalano, född 20 februari 1958, är en friidrottare från Kanada. Han deltog vid olympiska sommarspelen 1984.